# Aeroportul Internațional Hewanorra
Aeroportul Internațional Hewanorra (IATA: UVF, ICAO: TLPL) este un aeroport din Vieux Fort Quarter⁠(d), Sfânta Lucia ce deservește zona Vieux Fort Quarter⁠(d). Aeroportul a fost tranzitat în 2017 de 632.478 de pasageri.
Situat la o altitudine de 4 m, aeroportul dispune de 1 pistă.

## Infrastructură

### Piste
Aeroportul dispune de o singură pistă. Pista are orientarea 10/28.